# Геннінг Шюманн
Геннінг Шюманн (нім. Henning Schümann; 17 квітня 1919, Кіль — 16 березня 1944, Гібралтарська протока) — німецький офіцер-підводник, оберлейтенант-цур-зее крігсмаріне.

## Біографія
9 жовтня 1937 року вступив на флот. З серпня 1940 року — радіотехнічний і 3-й вахтовий офіцер на есмінці «Ріхард Байцен». В січні-липні 1942 року пройшов курс підводника. З серпня 1942 року — 1-й вахтовий офіцер на підводному човні U-402. В березні-квітні 1943 року пройшов курс командира човна. З 29 травня 1943 року — командир U-392, на якому здійснив 2 походи (разом 67 днів у морі). 16 березня 1944 року U-392 був потоплений в Гібралтарській протоці (35°55′ пн. ш. 05°41′ зх. д.) глибинними бомбами британського фрегата «Аффлек», британського есмінця «Ванок» і трьох американських летючих човнів «Каталіна». Всі 52 члени екіпажу загинули.

## Звання
- Кандидат в офіцери (9 жовтня 1937)
- Морський кадет (28 червня 1938)
- Фенріх-цур-зее (1 квітня 1939)
- Оберфенріх-цур-зее (1 березня 1940)
- Лейтенант-цур-зее (1 травня 1940)
- Оберлейтенант-цур-зее (1 квітня 1942)

## Нагороди
- Залізний хрест
  - 2-го класу (1940)
  - 1-го класу (24 лютого 1943)
- Нагрудний знак есмінця (1941)
- Нагрудний знак підводника (24 лютого 1943)